# Phi vụ tiền giả
Phi vụ tiền giả, hay còn gọi là Vô song (tiếng Trung: 無雙, cũng được phát hành với tên The Counterfeiter tại Anh), là một bộ phim điện ảnh thuộc thể loại tội phạm - hành động - hình sự của Hồng Kông - Trung Quốc ra mắt vào năm 2018 do Trang Văn Cường viết kịch bản và đạo diễn, với sự tham gia của Châu Nhuận Phát và Quách Phú Thành.
Phim khởi quay vào ngày 15 tháng 5 năm 2017, chính thức ra rạp vào ngày 30 tháng 9 năm 2018 tại Trung Quốc và ngày 4 tháng 10 năm 2018 tại Hồng Kông.
Phi vụ tiền giả là một bộ phim thành công cả về mặt thương mại lẫn phê bình, thu về tổng cộng 188,12 triệu đôla Mỹ trên toàn thế giới, giành được 7 giải thưởng tại Giải thưởng Điện ảnh Hồng Kông lần thứ 38, bao gồm Phim hay nhất, Đạo diễn xuất sắc nhất và Kịch bản xuất sắc nhất.

## Nội dung
Tội phạm làm tiền giả Lý Vấn bị dẫn độ từ Thái Lan đến Hồng Kông. Lực lượng cảnh sát Hồng Kông, do Thanh tra Hà Úy Lam dẫn đầu, đang điều tra về một loạt vụ giết người và cướp tài sản liên quan đến một nhân vật bí ẩn tên Ngô Phục Sinh, người được cho là kẻ chủ mưu. Nữ họa sĩ Nguyễn Văn đến nơi, yêu cầu cho mình bảo lãnh Vấn. Phía cảnh sát đồng ý bảo vệ Vấn như một nhân chứng khi anh đồng ý tiết lộ danh tính của Phục Sinh và kể lại quá trình phạm tội của gã, cũng như quá khứ của anh.
Vào những năm 1990, Vấn và Nguyễn Văn là đôi tình nhân sống ở Vancouver, bán tranh vẽ để kiếm sống. Tài năng của Nguyễn Văn đã được công nhận, còn Vấn không được may mắn như thế. Vấn cuối cùng đã được chú ý bởi Phục Sinh, người mời anh gia nhập nhóm của gã. Vấn làm việc thành công với nhóm của Phục Sinh trong việc làm giả tờ tiền 100 USD, nhưng bối rối trước những hành động bạo lực của Phục Sinh, đặc biệt là trong vụ tấn công chiếc xe tải bọc thép để cướp mực in, gã đã giết tất cả nhân viên bảo vệ.
Nhóm của Phục Sinh đến khu rừng ở Thái Lan để thương lượng với một ông trùm có biệt danh "Đại tướng". Phục Sinh tiết lộ rằng gã đến đây thực ra là để trả thù cho bố mình, rồi một cuộc đấu súng dữ dội diễn ra. Trong lúc hỗn loạn, Vấn đã cứu Ngô Tú Thanh, chuyên gia làm tiền giả của Đại tướng. Tú Thanh sau đó gia nhập nhóm của Phục Sinh. Lúc này, Vấn hay tin Nguyễn Văn đã trở thành họa sĩ nổi tiếng, nhưng cô cũng đã đính hôn với người đại diện của mình.
Một lần nọ, Phục Sinh bảo Vấn giết hôn phu của Nguyễn Văn, khi Vấn từ chối thì Phục Sinh tự tay giết người đàn ông đó, Vấn phẫn nộ chống lại Phục Sinh. Hầu như mọi người đều chết trong vụ nổ súng sau đó, Phục Sinh biến mất một cách bí ẩn. Vấn và Tú Thanh bỏ trốn, biết rằng Phục Sinh sẽ tìm họ để trả thù. Vấn cuối cùng đã bị cảnh sát Thái Lan bắt vì tội làm tiền giả, lúc đó anh thấy Phục Sinh đang đứng trong đám đông.
Thời điểm hiện tại, Vấn và Nguyễn Văn được hộ tống đến khách sạn. Tại sở cảnh sát, Úy Lam phát hiện một viên cảnh sát có ngoại hình giống Phục Sinh mà trước đó Vấn đã mô tả, anh ta bị bắt giữ nhưng khẳng định mình là cảnh sát thật sự và cũng là người trước đó đã lái xe chở Vấn về sở cảnh sát. Ngay lúc này, phía cảnh sát nhận ra họ đã bị Vấn lừa.
Sự thật bắt đầu được tiết lộ: toàn bộ câu chuyện Vấn kể đều chính xác, chỉ có Phục Sinh là nhân vật hư cấu do anh bịa ra, chính anh mới là kẻ chủ mưu thật sự. Nguyễn Văn thật đang ở Trung Quốc, còn Nguyễn Văn ở Hồng Kông chính là Tú Thanh đã phẫu thuật thẩm mỹ cho giống nữ họa sĩ. Tú Thanh có tình cảm với Vấn, nhưng Vấn chỉ xem cô như một bản sao của Nguyễn Văn. Tú Thanh sau đó đã giết hôn phu của Nguyễn Văn và tố giác Vấn với chính quyền Thái Lan. Khi ở trong tù, Vấn đã gửi thư xin lỗi Tú Thanh và xin cô giúp anh trốn thoát. Ở khách sạn, Vấn và Tú Thanh giết vệ sĩ của họ và lên thuyền tẩu thoát.
Ngày hôm sau, Tú Thanh cho thuyền chạy lòng vòng và cả hai vẫn còn ở Hồng Kông. Khi cảnh sát bao vây họ, Tú Thanh tuyên bố rằng cô quá mệt mỏi khi phải sống với tư cách là người thay thế Nguyễn Văn, cô cho nổ tung con thuyền, giết chết chính cô và Vấn. Cuối phim, Úy Lam ghé thăm Nguyễn Văn ở Trung Quốc. Khi Úy Lam đưa ra bức ảnh của Vấn, Nguyễn Văn nói rằng anh là một người hàng xóm, điều này tiết lộ có thể tình yêu của Vấn và Nguyễn Văn cũng là chuyện Vấn bịa ra, chỉ có anh đem lòng yêu đơn phương cô.

## Diễn viên
| Diễn viên         | Vai diễn            | Ghi chú |
| ----------------- | ------------------- | ------- |
| Châu Nhuận Phát   | Ngô Phục Sinh       |         |
| Quách Phú Thành   | Lý Vấn              |         |
| Trương Tịnh Sơ    | Nguyễn Văn          |         |
| Phùng Văn Quyên   | Ngô Tú Thanh        |         |
| Liêu Khải Trí     | Ngô Hâm             |         |
| Châu Gia Di       | Hà Úy Lam           |         |
| Vương Diệu Khánh  | Lý Vĩnh Triết       |         |
| Tôn Giai Quân     | Lâm Lệ Hoa          |         |
| Trương Tùng Chi   | Vương Ba (Bobby)    |         |
| Trương Kiến Thanh | Thẩm Tứ Hải         |         |
| Phương Trung Tín  | Phó trưởng phòng Hà |         |
| Lương Kiện Bình   |                     |         |
| Cao Tiệp          |                     |         |
| Hình Giai Đống    |                     |         |
| Ngô Gia Long      | Lạc tiên sinh       |         |
| Lâm Gia Hoa       |                     |         |
| Lạc Ứng Quân      | YT                  |         |

## Giải thưởng và đề cử
| Lễ trao giải                                                    | Hạng mục                             | Đối tượng đề cử                                                                        | Kết quả   | Nguồn  |
| --------------------------------------------------------------- | ------------------------------------ | -------------------------------------------------------------------------------------- | --------- | ------ |
| Giải Kim Tượng lần thứ 38                                       | Phim hay nhất                        | Phi vụ tiền giả                                                                        | Đoạt giải | [ 7 ]  |
| Giải Kim Tượng lần thứ 38                                       | Đạo diễn xuất sắc                    | Trang Văn Cường                                                                        | Đoạt giải | [ 8 ]  |
| Giải Kim Tượng lần thứ 38                                       | Biên kịch xuất sắc                   | Trang Văn Cường                                                                        | Đoạt giải | [ 8 ]  |
| Giải Kim Tượng lần thứ 38                                       | Nam diễn viên chính xuất sắc         | Châu Nhuận Phát                                                                        | Đề cử     | [ 8 ]  |
| Giải Kim Tượng lần thứ 38                                       | Nam diễn viên chính xuất sắc         | Quách Phú Thành                                                                        | Đề cử     | [ 8 ]  |
| Giải Kim Tượng lần thứ 38                                       | Nữ diễn viên chính xuất sắc          | Trương Tĩnh Sơ                                                                         | Đề cử     | [ 8 ]  |
| Giải Kim Tượng lần thứ 38                                       | Nam diễn viên phụ xuất sắc           | Liêu Khải Trí                                                                          | Đề cử     | [ 8 ]  |
| Giải Kim Tượng lần thứ 38                                       | Nữ diễn viên phụ xuất sắc            | Châu Gia Di                                                                            | Đề cử     | [ 8 ]  |
| Giải Kim Tượng lần thứ 38                                       | Quay phim xuất sắc                   | Quan Chí Diệu                                                                          | Đoạt giải | [ 8 ]  |
| Giải Kim Tượng lần thứ 38                                       | Dựng phim xuất sắc                   | Bành Chính Hi                                                                          | Đoạt giải | [ 8 ]  |
| Giải Kim Tượng lần thứ 38                                       | Chỉ đạo nghệ thuật xuất sắc          | Lâm Tử Kiều                                                                            | Đoạt giải | [ 8 ]  |
| Giải Kim Tượng lần thứ 38                                       | Thiết kế trang phục xuất sắc         | Văn Niệm Trung                                                                         | Đoạt giải | [ 8 ]  |
| Giải Kim Tượng lần thứ 38                                       | Biên đạo hành động xuất sắc          | Lý Trung Chí                                                                           | Đề cử     | [ 8 ]  |
| Giải Kim Tượng lần thứ 38                                       | Bài hát gốc cho phim hay nhất        | Đới Vĩ                                                                                 | Đề cử     | [ 8 ]  |
| Giải Kim Tượng lần thứ 38                                       | Nhạc phim hay nhất                   | Let Us Be The One- Sáng tác: Đới Vĩ - Viết lời: Trần Tâm Diêu - Hát chính: Jan Curious | Đề cử     | [ 8 ]  |
| Giải Kim Tượng lần thứ 38                                       | Thiết kế âm thanh xuất sắc           | Dhanarat Dhitirojana, Kaikangwol Rungsakorn, Sarunyu Nurnsai                           | Đề cử     | [ 8 ]  |
| Giải Kim Tượng lần thứ 38                                       | Hiệu ứng hình ảnh xuất sắc           | Lâm Hồng Phong                                                                         | Đề cử     | [ 8 ]  |
| Giải thưởng Điện ảnh Châu Á lần thứ 13                          | Nam diễn viên chính xuất sắc         | Quách Phú Thành                                                                        | Đề cử     | [ 9 ]  |
| Giải thưởng Điện ảnh Châu Á lần thứ 13                          | Dựng phim xuất sắc                   | Bành Chính Hi                                                                          | Đề cử     | [ 9 ]  |
| Giải thưởng Điện ảnh Châu Á lần thứ 13                          | Thiết kế trang phục xuất sắc         | Văn Niệm Trung                                                                         | Đề cử     | [ 9 ]  |
| Giải thưởng Điện ảnh Châu Á lần thứ 13                          | Biên kịch xuất sắc                   | Trang Văn Cường                                                                        | Đề cử     | [ 9 ]  |
| Giải thưởng Điện ảnh Châu Á lần thứ 13                          | Hiệu ứng hình ảnh xuất sắc           | Lâm Hồng Phong                                                                         | Đoạt giải | [ 9 ]  |
| Giải thưởng của Hiệp hội phê bình phim Hồng Kông lần thứ 25     | Đạo diễn xuất sắc                    | Trang Văn Cường                                                                        | Đề cử     | [ 10 ] |
| Giải thưởng của Hiệp hội phê bình phim Hồng Kông lần thứ 25     | Biên kịch xuất sắc                   | Trang Văn Cường                                                                        | Đề cử     | [ 10 ] |
| Giải thưởng của Hiệp hội phê bình phim Hồng Kông lần thứ 25     | Nam diễn viên xuất sắc               | Châu Nhuận Phát                                                                        | Đề cử     | [ 10 ] |
| Giải thưởng của Hiệp hội phê bình phim Hồng Kông lần thứ 25     | Nữ diễn viên xuất sắc                | Châu Gia Di                                                                            | Đề cử     | [ 10 ] |
| Giải thưởng của Hiệp hội phê bình phim Hồng Kông lần thứ 25     | Phim điện ảnh đề cử                  | Phi vụ tiền giả                                                                        | Đoạt giải | [ 10 ] |
| Giải thưởng của Hiệp hội Đạo diễn Điện ảnh Hồng Kông lần thứ 12 | Phim hay nhất                        | Phi vụ tiền giả                                                                        | Đoạt giải |        |
| Giải thưởng của Hiệp hội Đạo diễn Điện ảnh Hồng Kông lần thứ 12 | Đạo diễn xuất sắc                    | Trang Văn Cường                                                                        | Đoạt giải |        |
| Giải thưởng của Hiệp hội Biên kịch Hồng Kông 2019               | Biên kịch xuất sắc                   | Trang Văn Cường                                                                        | Đoạt giải |        |
| Giải thưởng Điện ảnh Kongest lần thứ 2                          | Đạo diễn Hồng Kông xuất sắc          | Trang Văn Cường                                                                        | Đề cử     |        |
| Giải thưởng Điện ảnh Kongest lần thứ 2                          | Phim Hồng Kông hay nhất              | Phi vụ tiền giả                                                                        | Đề cử     |        |
| Giải thưởng Điện ảnh Kongest lần thứ 2                          | Phim Hồng Kông được yêu thích        | Phi vụ tiền giả                                                                        | Đề cử     |        |
| 第二屆MOVIE6全民票選電影大獎                                    | Phim hay nhất                        | Phi vụ tiền giả                                                                        | Đề cử     |        |
| 第二屆MOVIE6全民票選電影大獎                                    | Nam diễn chính xuất sắc              | Châu Nhuận Phát                                                                        | Đề cử     |        |
| 第二屆MOVIE6全民票選電影大獎                                    | Nam diễn chính xuất sắc              | Quách Phú Thành                                                                        | Đề cử     |        |
| 第二屆MOVIE6全民票選電影大獎                                    | Nữ diễn viên chính xuất sắc          | Trương Tĩnh Sơ                                                                         | Đề cử     |        |
| 第二屆MOVIE6全民票選電影大獎                                    | Nam diễn viên phụ xuất sắc           | Liêu Khải Trí                                                                          | Đề cử     |        |
| 第二屆MOVIE6全民票選電影大獎                                    | Nữ diễn viên phụ xuất sắc            | Châu Gia Di                                                                            | Đoạt giải |        |
| 第二屆MOVIE6全民票選電影大獎                                    | Đạo diễn xuất sắc                    | Trang Văn Cường                                                                        | Đề cử     |        |
| People's Choice Awards 2019                                     | Phim được ủng hộ nhất                |                                                                                        | Đề cử     |        |
| People's Choice Awards 2019                                     | Nam diễn viên chính được ủng hộ nhất | Châu Nhuận Phát                                                                        | Đề cử     |        |
| People's Choice Awards 2019                                     | Nam diễn viên chính được ủng hộ nhất | Quách Phú Thành                                                                        | Đề cử     |        |
| People's Choice Awards 2019                                     | Nữ diễn viên chính được ủng hộ nhất  | Trương Tĩnh Sơ                                                                         | Đề cử     |        |
| People's Choice Awards 2019                                     | Nam diễn viên phụ được ủng hộ nhất   | Liêu Khải Trí                                                                          | Đề cử     |        |
| People's Choice Awards 2019                                     | Nữ diễn viên phụ được ủng hộ nhất    | Châu Gia Di                                                                            | Đề cử     |        |
| People's Choice Awards 2019                                     | Đạo diễn được ủng hộ nhất            | Trang Văn Cường                                                                        | Đề cử     |        |